# Автономна област Южен Судан
Автономната област Южен Судан е автономен район, който съществува в Южен Судан между 1972 и 1983 година.
Създадена на 28 февруари 1972 г. в резултат на Споразумението от Адис Абеба, което слага край на Първата суданска гражданска война.  Статутът на района е премахнат на 5 юни 1983 година от администрацията на суданския президент Джаафар Нимейри. Отмяната на южната автономия води до Втората суданска гражданска война, която продължава до януари 2005, когато южната автономия е възстановена.

## Структура на автономната област
Областта е управлявана от Висш изпълнителен съвет, който е воден от председател на Висшия изпълнителен съвет. Абел Алиер е първия председател на областта, задържайки се на поста от 1972 до 1978 година.
Законодателната власт е в ръцете на Народна регионална асамблея.
Автономната област се състои от 3-те области на Судан Екватория, Бахър ал Газал и Горни Нил. Джуба е местната столица.

### Председател на Висшия изпълнителен съвет
| Период на управление          | Председател     | Партия                                 |
| ----------------------------- | --------------- | -------------------------------------- |
| 6 април 1972 – февруари 1978  | Абел Алиер      | Южен фронт                             |
| февруари 1978 – 12 юли 1979   | Джоузеф Лагу    | Судански африкански национален съюз    |
| 12 юли 1979 – 30 май 1980     | Питър Гаткуот   |                                        |
| 30 май 1980 – 5 октомври 1981 | Абел Алиер      | Южен фронт                             |
| 5 октомври 1981 – 23 юни 1982 | Гисмала Расас   | Движение за независимост на Южен Судан |
| 23 юни 1982 – 5 юни 1983      | Джоузеф Тамбура | Судански африкански национален съюз    |